# 寺田達史
寺田 達史（てらだ たつし、1961年 - ）は、日本の財務官僚。金融庁総務企画局審議官や、財務省東海財務局長等を経て、株式会社日本信用情報機構取締役CCO兼CRO、豊トラスティ証券取締役。

## 人物・経歴
岐阜県岐阜市生まれ。岐阜県立加納高等学校を経て、1984年東京大学法学部第2類（公法コース）卒業、大蔵省入省。理財局資金第一課（現：財政投融資総括課）配属。1987年7月大蔵省大臣官房調査企画課調査主任。その後は自治省行政局行政課長補佐、大蔵省関税局業務課長補佐、大蔵省証券局企業財務課長補佐（総括・管理）、大蔵省金融企画局市場課長補佐などを歴任。2001年プリンストン大学客員研究員。2009年金融庁総務企画局市場課長。2010年証券取引等監視委員会事務局総務課長。2012年8月金融庁検査局総務課長。2014年7月金融庁総務企画局審議官（開示担当）。2015年預金保険機構総務部長。2017年6月から東海財務局長を務め、島田信用金庫と掛川信用金庫の合併などにあたった。2018年株式会社日本信用情報機構取締役常務執行役員CCO、CRO、監査部、リスク・コンプライアンス統括部担当。2021年豊トラスティ証券執行役員経営企画室長、2024年豊トラスティ証券取締役経営企画・リスク管理部長、MFS監査役、Coinbase株式会社監査役。趣味は寺や城の観光。